# PGC 1395455
LEDA/PGC 1395455 ist eine Galaxie im Sternbild Widder auf der Ekliptik. Sie ist schätzungsweise 728 Millionen Lichtjahre von der Milchstraße entfernt und hat einen Durchmesser von etwa 125.000 Lichtjahren. Vom Sonnensystem aus entfernt sich das Objekt mit einer errechneten Radialgeschwindigkeit von näherungsweise 16.200 Kilometern pro Sekunde.
Im selben Himmelsareal befinden sich unter anderem die Galaxien NGC 673, NGC 683, PGC 6733, PGC 212835.